# Emile Hermans
Emile Theodore Antoine (Emile) Hermans (Amsterdam, 7 mei 1898 - Düsseldorf, 31 januari 1959) was een Nederlands advocaat en collaborateur. Tijdens de Tweede Wereldoorlog was hij Treuhänder (bewindvoerder) en handelde hij samen met de beruchte makelaar Johannes Petrus Everout in geroofd Joods vastgoed.

## Levensloop
Hermans groeide op in een gezin met 9 kinderen. Zijn vader was arts. In 1910 vertrok hij naar Nijmegen en bezocht daar twee jaar lang het Canisius College. In 1923 vestigde Hermans zich als advocaat in Amsterdam en was vennoot van advocatenkantoor ‘Hermans-de Ranitz -Swane’ dat was gevestigd aan de Heerengracht 399. Hermans was op dat moment al eens veroordeeld voor mishandeling en geverbaliseerd wegens schennis van de openbare eerbaarheid.
Op 28 juni 1934 trouwde hij in Haarlem met Berendina Evelina Maria Helsloot. Het huwelijk bleef kinderloos. In datzelfde jaar verhuisde Hermans naar Laren en betrok daar een villa aan de Torenlaan 68. In Laren was Hermans actief bij de Nationaal-Socialistische Beweging waarvan hij in 1933 lid was geworden. Tijdens een gevecht raakte Hermans in 1933 een oog kwijt, wat hem de bijnaam ‘Mr. Eenoog’ opleverde. Tijdens het gevecht zou hij een uniform van de Weerbaarheidsafdeling (WA) hebben gedragen.

## Rol tijdens de Tweede Wereldoorlog
Na de inval van de Duitsers begon Hermans voor de Duitsers te werken. Hermans stelde op verzoek van de Sicherheitsdienst, de geheime dienst van de Nationaalsocialistische Duitse Arbeiderspartij, een lijst samen van pro-Duitse, anti-Duitse, en Joodse advocaten. In 1940 werd Hermans aangesteld als liquidateur van loges van de vrijmetselarij in Amsterdam en de rest van Noord-Holland. Het gebouw ‘De Tempel’ van vrijmetselaarsloge ‘Concordia Vincit Animos’ in Amsterdam waar veel waardevolle maçonnieke voorwerpen werden bewaard, werd ontruimd. De totale opbrengst voor de bezetter van de liquidatie van de vrijmetselaarsloges was 11 miljoen gulden. Hermans betaalde zijn eigen salaris uit de opbrengst van het liquideren van de loges en verdiende zo in een aantal maanden tijd 25.000 gulden. Hermans was tevens verantwoordelijk voor de liquidaties van andere niet-commerciële verenigingen en stichtingen, waaronder het Blindeninstituut Bussum en de Prins Alexander Stichting.
Op 19 september 1941 keerde Hermans terug naar Amsterdam en vestigde zich in de Bachstraat. Via de Weerbaarheidsafdeling van de Nationaal-Socialistische Beweging leerde Hermans de beruchte NSB-makelaar Johannes Petrus Everout kennen. Everout was makelaar en verkocht geroofd Joods vastgoed. Via Everout kreeg Hermans een lijst met Joods vastgoed dat verkocht zou worden. Hermans betaalde vervolgens 75% van de marktprijs. Volgens de Verkaufsbücher, waarin de verkoop van het Joods vastgoed werd geregistreerd, komt Hermans voor bij 90 transacties. Via gezamenlijke vriend Antoon Groenewegen werd er gezocht naar kopers voor het vastgoed. Bij de verkoop werd ook de vrouw van Hermans, Berendina Hermans-Helsloot betrokken. De panden werden op haar naam gezet en kopers werden ervan overtuigd dat de panden al jaren in haar bezit waren. Ook de broer van Hermans, notaris Johan Hermans, hield zich bezig met de handel in Joods onroerend goed. Hij formaliseerde tijdens de oorlog volgens de Verkaufsbücher in totaal 334 koopakten. De twee broers werkten niet samen, Emile Hermans schakelde voor zijn handel notaris Arnold Adriaan Rambonnet in.
Deze kopers kochten de panden vervolgens voor 110% van de marktprijs. De extra 10% werd gezien als een provisie die de koper betaalde voor het witwassen van het zwart geld waarmee de koop gedaan werd. Hermans en Groenewegen verdeelden vervolgens de winst. Voor eigen gebruik kocht Hermans in 1943 een dubbelhuis aan het Albert Hahnplantsoen. Dit pand kocht hij via Everout en was eigendom van koopman Jacob Polak.
In 1942 werd Hermans aangesteld als Treuhänder (bewindvoerder) die namens de bezetter de toezicht hield en het bewind voerde over zogenaamde ‘kriegswichtige ondernemingen’: Joodse bedrijven die werden gezien als nuttig voor de bezetter. Hermans werd op die manier  bewindvoerder van ‘Diamantslijperij Maatschappij’ in Amsterdam en de ‘Maghdan Rubber Company’ in Rotterdam. Datzelfde jaar werd Hermans benoemd tot plaatsvervangend kantonrechter te Amsterdam.

## Na de oorlog
Op 10 mei 1945 werd Hermans gearresteerd en geïnterneerd in Duindorp, Scheveningen.
Na de oorlog verklaarde Hermans voornamelijk met de Duitsers te hebben samengewerkt uit winstbejag. Hermans schatte dat hij tijdens de bezettingsjaren zo'n 30.000 gulden had verdiend. In werkelijkheid lag dit bedrag vele malen hoger. De aan- en verkoop van een aantal panden in Amsterdam-Zuid had Hermans dit bedrag al opgeleverd. Als plaatsvervangend kantonrechter in Amsterdam had Hermans voor de SD een lijst opgemaakt van pro-Duitse, neutrale en anti-Duitse advocaten. Tijdens de rechtszaak ontkende Hermans, maar zijn secretaresse getuigde deze lijst voor hem uitgetypt te hebben. Zijn secretaresse had tijdens de oorlog geprofiteerd van de positie van haar baas: haar huis was ingericht met spullen die verkregen waren uit de roof van Joods vastgoed.
Tijdens de zitting kwam naar voren dat Hermans betrokken zou zijn geweest bij het opstellen van een dodenlijst naar aanleiding van de liquidatie van NSB'er Mr. Jan Feitsma die op 2 februari 1945 werd doodgeschoten. Als represaille werden mr. Willem Jan Hendrik Dons, vicepresident van de arrondissementsrechtbank in Amsterdam, mr. Herman Julius Hülsmann, raadsheer van het gerechtshof in Amsterdam, Jacob Smuling, vrijmetselaar, Jacques Bak, leider van een verzetsgroep en communist en Cesar Willem Ittmann, communistisch arts, gefusilleerd. Hermans ontkende iets te maken te hebben met de dodenlijst.
Op 23 september 1948 werd Hermans veroordeeld tot een gevangenisstraf van 12 jaar. Hij werd uit zijn ambt ontzet en zijn passief en actief kiesrecht werden hem ontnomen. Hij werd in 1946 overgebracht naar Centraal Bewarings- en Verblijfskamp Crailo in Laren. Zijn vrouw werd op 7 september 1946 gearresteerd en overgebracht naar Westerbork. Vanaf 1947 zat Hermans zijn straf uit in ‘Huize Bergveen’ in Norg.
Na de bevrijding hadden Hermans en zijn vrouw nog drie panden in bezit. Via een juridische constructie werd ‘stichting Bemba’ opgericht. Het vastgoed probeerden ze onder te brengen bij de stichting en daarmee was niet Hermans, maar de stichting eigenaar van de panden. Uiteindelijk kwamen ook deze panden in het beheer van het Nederlands Beheersinstituut.
In 1952 werd Hermans vervroegd vrijgelaten. In 1955 emigreerden hij en zijn vrouw naar Düsseldorf. Hermans overleed aldaar op 31 januari 1959.